# Речица Кришка
Речица Кришка је насељено место у општини Криж, Хрватска. До нове територијалне организације у Хрватској, налазила се у саставу бивше велике општине Иванић-Град.

## Становништво
На попису становништва 2011. године, Речица Кришка је имала 346 становника.

## Попис1991.
На попису становништва 1991. године, насељено место Речица Кришка је имало 385 становника, следећег националног састава:
| Попис 1991.‍  | Попис 1991.‍  | Попис 1991.‍ | Попис 1991.‍ | Попис 1991.‍ |
| ------------ | ------------ | ----------- | ----------- | ----------- |
|              |              |             |             |             |
| Хрвати       | Хрвати       |             | 377         | 97,92%      |
| Срби         | Срби         |             | 2           | 0,51%       |
| Чеси         | Чеси         |             | 2           | 0,51%       |
| Словенци     | Словенци     |             | 1           | 0,25%       |
| неопредељени | неопредељени |             | 2           | 0,51%       |
| непознато    | непознато    |             | 1           | 0,25%       |
| укупно: 385  |              |             |             |             |